# Berry Pomeroy
Berry Pomeroy är en by och en civil parish i South Hams i Devon i England. Orten har 1 017 invånare (2011).